# 女子モテな妹と受難な俺
『女子モテな妹と受難な俺』（じょしモテないもうととじゅなんなおれ）は、夏緑による日本のライトノベル。イラストはぎんが担当。ガガガ文庫（小学館）より2010年11月から2014年5月まで刊行された。

## あらすじ
都立第三高校仏像同好会に所属する日向明日太は友人の比叡、高野と悟りの境地を目指して仏像や寺のプラモを作ったり、寺巡りをしたりして過ごしていた。妹である水球部のエース今日子に恋愛感情を抱く三剣凛世、草野小麦、薔薇園先輩は非常に仲の良い今日子と明日太を引き離そうと明日太を誘惑したり、またある時は拉致したりしていた。男性を嫌悪していた三剣凛世と草野小麦は明日太と接する事で彼に惹かれていく。三剣凛世は偽装の駆け落ちにまで付き合ってくれた明日太に明らかな恋愛感情を持つに至る。また、明日太は今日子に対して病的な恋愛感情を抱く都立第四高校の根雪緋影と対峙したが、明日太に危険を救われた彼女もまた惹かれ始める。だが明日太は彼女達の恋愛感情に全く気づいていないというハーレム状態であった。

## 登場人物
日向 明日太
高校2年、仏像マニアの主人公。暇さえあれば寺や仏像のプラモデルを作っている。比叡と高野とともに仏像同好会のメンバー。
日向 今日子
明日太の妹で高校1年、水球部のレギュラー。
三剣 凛世
今日子の親友で水球部のレギュラー。男子が苦手と述懐しているが、悟りの境地に近い明日太は枯れているので苦手ではないらしい。今日子に恋愛感情を抱いていたが明日太に惹かれている模様。5巻で明日太に告白した。
草野 小麦
今日子の親友で保健委員。今日子に恋愛感情を抱く粘菌マニアだが、凛世と同様に明日太に惹かれつつある模様。「こむぎゅー」という感嘆詞を使う。
根雪 緋影
今日子に恋愛感情を抱き、今日子の部屋の窓の下に張り付く変態的行動を見せたが、明日太にも想いをよせている。
比叡
長身で如何にも悟りの境地に達した高僧に見える明日太の同級生。後輩の「るかにゃん」のためなら明日太も見捨てる男。
高野
比叡とともに仏像同好会のメンバーで明日太の同級生。1級上の「みーなちん」と付き合っている。

## 既刊一覧
- 夏緑（著）・ぎん（イラスト） 『女子モテな妹と受難な俺』 小学館〈ガガガ文庫〉、全9巻
  1. 2010年11月18日発売[1]、ISBN 978-4-09-451241-0
  2. 2011年4月19日発売[2]、ISBN 978-4-09-451266-3
  3. 2011年9月17日発売[3]、ISBN 978-4-09-451294-6
  4. 2012年3月16日発売[4]、ISBN 978-4-09-451328-8
  5. 2012年10月18日発売[5]、ISBN 978-4-09-451372-1
  6. 2013年3月19日発売[6]、ISBN 978-4-09-451400-1
  7. 2013年7月18日発売[7]、ISBN 978-4-09-451426-1
  8. 2013年12月18日発売[8]、ISBN 978-4-09-451458-2
  9. 2014年5月20日発売[9]、ISBN 978-4-09-451486-5

## オーディオブック
第1巻の内容がデータ販売でオーディオブック化されている。2020年7月20日発売。
- キャスト[10]
  - 馬場惇平（朗読＋日向明日太 役）
  - 林鼓子（日向今日子 役）
  - 宮原颯希（三剣凛世 役）
  - 奥野香耶（草野小麦 役）
  - 蒔村拓哉（比叡 役）
  - 深谷悠（高野 役）
  - 柴崎まりな（母ほか 役）